# شهداء تلاكسكالا
شهداء تلاكسكالا هم ثلاثة شبان كاثوليك من ولاية تلاكسكالا المكسيكية. هم كريستوباليتو، أنطونيو وخوان.
كان الشبان الثلاثة وثنيين ارتدوا عن اعتقاد الأجداد وتحولوا إلى المسيحية. وتلقوا تعليمهم من الرهبنة الفرنسيسكانية، وعمدوا في المنطقة. أدى نشاطهم وحماستهم للكرازة إلى قتلهم على يد السكان.

## التطويب
طوب البابا يوحنا بولس الثاني الشهداء في 6 مايو 1990 أثناء زيارته الرسولية للمكسيك. وأصدر البابا فرنسيس في 23 مارس 2017 مرسوما يقضي فيه بإعلان قداسة الشبان الثلاثة رغم عدم قيامهم بمعجزات. ونفذ ذلك في 15 أكتوبر 2017.